# Aerfer AE-130
Il convertiplano Aerfer AE-130 è stato un innovativo progetto di convertiplano sviluppato nella ditta Aerfer di Napoli, nel 1957.

## Tecnica
Era spinto da due motori con eliche quadripala trattive posti su gondole sotto le due ali e da due turboelica Napier Eland L-4 con 4 000 shp (2 983 kW) di potenza. Questo rotore assicurava le manovre verticali.
Era prevista una velocità di crociera di 640/670 km/h. Aveva una bideriva con piani orizzontali a freccia in coda e la fusoliera era lunga 24 m.
Aveva un carico utile stimato di  4 000 kg, utile per il trasporto di circa 30 passeggeri.
La caratteristica più innovativa era il fatto che il grosso rotore bipala con diametro di 20 m e corda di 92 cm, era retrattile nel dorso della fusoliera; questo rotore bipala assicurava il decollo verticale e durante la transizione dal volo verticale a quello orizzontale le stesse pale scomparivano nella fusoliera, evitando così di interferire con l'aerodinamica del veicolo.